# Kabinett Pleven I

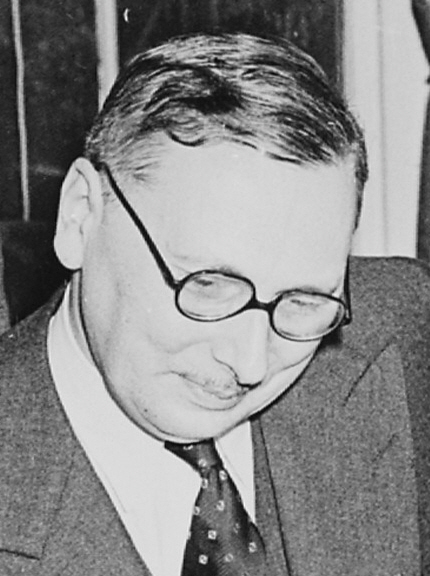
René Pleven war zwischen 1950 und 1951 Premierminister

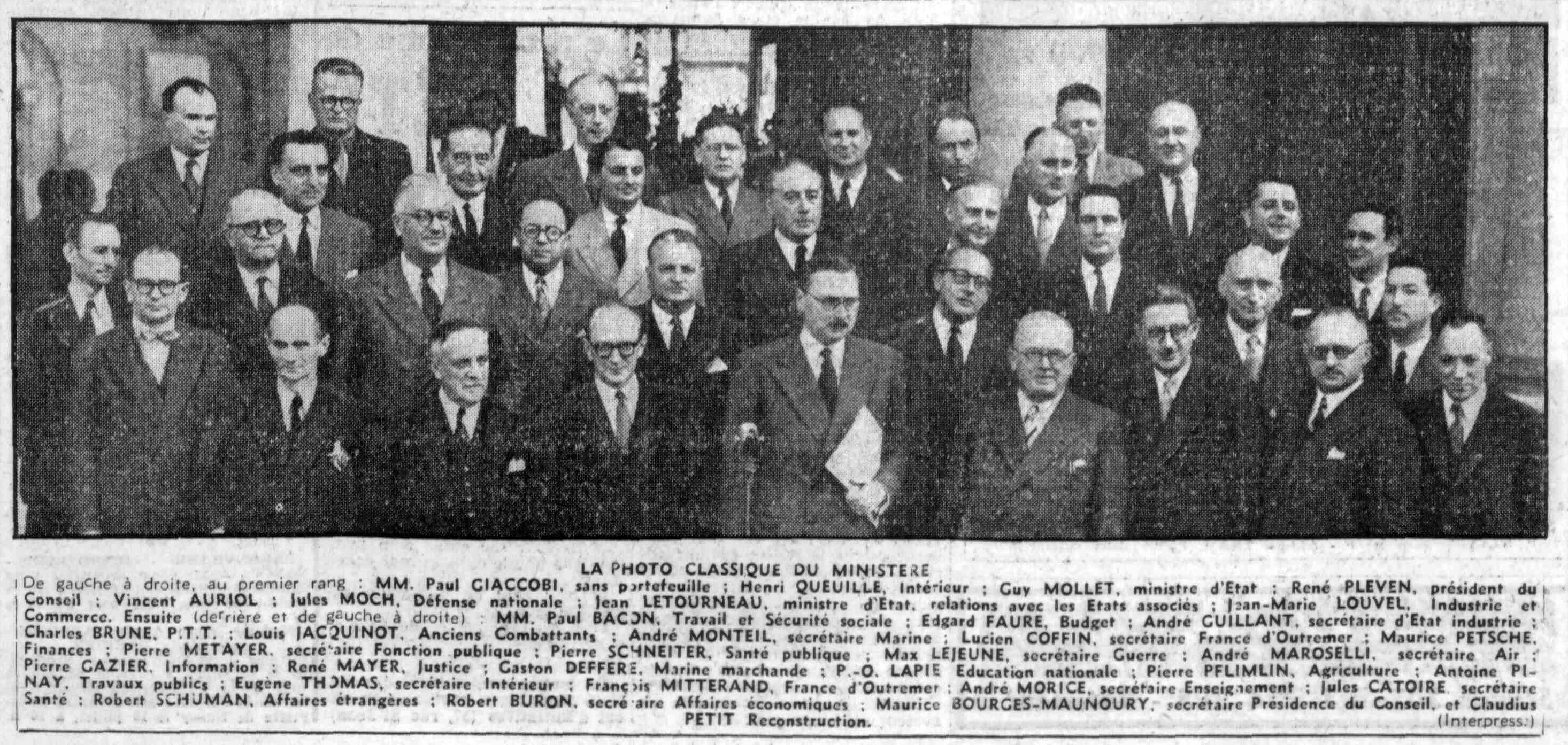
Kabinett Pleven 1950 (Interpress.)

Das erste Kabinett Pleven wurde in Frankreich am 12. Juli 1950 von Premierminister René Pleven während der Amtszeit von Staatspräsident Vincent Auriol gebildet und löste das Kabinett Queuille II ab. Am 10. März 1951 wurde das Kabinett vom Kabinett Queuille III abgelöst. Dem Kabinett gehörten Vertreter von Union démocratique et socialiste de la Résistance (UDSR), Mouvement républicain populaire (MRP), Section française de l’Internationale ouvrière (SFIO), Parti républicain, radical et radical-socialiste (PRS) und Centre national des indépendants (CNI) an.
Die Regierung Pleven stürzte aus einem nichtigen Grund.

## Minister
Dem Kabinett gehörten folgende Minister an:
| Amt                                                              | Name                  | Beginn der Amtszeit | Ende der Amtszeit |
| ---------------------------------------------------------------- | --------------------- | ------------------- | ----------------- |
| Premierminister                                                  | René Pleven           | 12. Juli 1950       | 10. März 1951     |
| Staatsminister, Minister für Beziehungen zu assoziierten Staaten | Jean Letourneau       | 12. Juli 1950       | 10. März 1951     |
| Staatsminister, Minister für den Europarat                       | Guy Mollet            | 12. Juli 1950       | 10. März 1951     |
| Siegelbewahrer, Justizminister                                   | René Mayer            | 12. Juli 1950       | 10. März 1951     |
| Außenminister                                                    | Robert Schuman        | 12. Juli 1950       | 10. März 1951     |
| Innenminister                                                    | Henri Queuille        | 12. Juli 1950       | 10. März 1951     |
| Minister für nationale Verteidigung                              | Jules Moch            | 12. Juli 1950       | 10. März 1951     |
| Minister für Finanzen und Wirtschaft                             | Maurice Petsche       | 12. Juli 1950       | 10. März 1951     |
| Haushaltsminister                                                | Edgar Faure           | 12. Juli 1950       | 10. März 1951     |
| Minister für nationale Bildung                                   | Pierre-Olivier Lapie  | 12. Juli 1950       | 10. März 1951     |
| Minister für öffentliche Arbeiten, Verkehr und Tourismus         | Antoine Pinay         | 12. Juli 1950       | 10. März 1951     |
| Minister für Industrie und Handel                                | Jean-Marie Louvel     | 12. Juli 1950       | 10. März 1951     |
| Landwirtschaftsminister                                          | Pierre Pflimlin       | 12. Juli 1950       | 10. März 1951     |
| Minister für die Überseegebiete                                  | François Mitterrand   | 12. Juli 1950       | 10. März 1951     |
| Minister für Arbeit und soziale Sicherheit                       | Paul Bacon            | 12. Juli 1950       | 10. März 1951     |
| Minister für Wiederaufbau und Stadtplanung                       | Eugène Claudius-Petit | 12. Juli 1950       | 10. März 1951     |
| Minister für Veteranen und Kriegsopfer                           | Louis Jacquinot       | 12. Juli 1950       | 10. März 1951     |
| Minister für öffentliche Gesundheit und Bevölkerung              | Pierre Schneiter      | 12. Juli 1950       | 10. März 1951     |
| Minister für Post, Telefonie und Telegrafie                      | Charles Brune         | 12. Juli 1950       | 10. März 1951     |
| Minister für die Handelsmarine                                   | Gaston Defferre       | 12. Juli 1950       | 10. März 1951     |
| Informationsminister                                             | Albert Gazier         | 12. Juli 1950       | 10. März 1951     |
| Minister ohne Geschäftsbereich                                   | Paul Giacobbi         | 12. Juli 1950       | 10. März 1951     |